# Яковлев, Яков Семёнович
Я́ков Семёнович Я́ковлев (18 марта 1962, Ловозеро, Мурманская область — 28 августа 2020) — саамский живописец, художник-иллюстратор, мастер декоративно-прикладного искусства, член Объединения саамских художников Скандинавии.

## Биография
Родился 18 марта 1962 года в селе Ловозеро.
С 1980 по 1982 годы обучался в Ленинградском реставрационно-строительном училище из которого был призван в ряды Советской армии (1982—1984). Службу проходил в Улан-Удэ в качестве художника воинской части.
С 1984 по 1986 годы работал резчиком по дереву в городе Апшеронск Краснодарского края.
В 1987 году вернулся в родное село Ловозеро, где работал художником-оформителем Дома культуры, а с 1994 года — декоратором при фольклорно-этнографическом Театре танца «Танцующие саамы», в Национальном культурном центре села Ловозеро.
В 1991 году обучался в Швеции, специализируясь в резьбе по кости.
В 1995 году обучался в Норвегии, специализируясь на северносаамском языке. В том же году, вернувшись в Мурманскую область, начал работать преподавателем резьбы по дереву, рогу и кости в Национальном культурном центре саамов в Ловозеро.
Скончался 28 августа 2020 после продолжительной болезни.

## Творчество
С 1991 года начал сотрудничать в качестве художника-оформителя с самым крупным норвежским издательством «Davvi Girji», специализирующемся на публикациях художественной литературы и учебников на саамских языках.
Работы художника находятся в частных коллекциях Финляндии, Швеции, Норвегии и России, а также в Фонде сохранения и поддержки культуры Севера «Варзуга».
Художник-оформитель
- 1991 — «Солнечный день» издатель Р. Д. Куруч, г. Мурманск
- 1994 — Э. А. Галкина. «Солнечный день», изд. «Davvi Giriji», Норвегия
- 1996 — А. А. Бажанов. «Белый олень», изд. «Davvi Girji», Норвегия
- 1998 — С. Якимович. «Красивая Настя», изд. «Davvi Girji», Норвегия
- 1999 — Э. Галкина. «Девочка звездочка», изд. «Davvi Girji», Норвегия
- 2000 — С. Якимович. «Гроза», изд. «Davvi Girji», Норвегия
- 2001 — С. Якимович. «Два брата», изд. «Davvi Girji», Норвегия
- 2001 — П. П. Юрьев. «Богатырь Ляйнэ», Норвегия, Мурманск
- 2007 — А. Антонова. «Боль сердца», изд. «Davvi Girji», Норвегия

Выставки
- 29 декабря 2013 — 29 января 2014 — «Лапландия — любовь моя» (коллективная), Мончегорск[3].
- 6 сентября по 6 октября 2013 — «Лапландия — любовь моя» (коллективная), галерея «Пространство», Мурманск[4].